# والتر اسيفيدو
والتر اسيفيدو (بالإسبانية: Walter Acevedo)‏ (16 فبراير 1986 بسان خوستو في الأرجنتين - ) هو لاعب كرة قدم أرجنتيني في مركز الوسط. شارك مع منتخب الأرجنتين تحت 17 سنة لكرة القدم ومنتخب الأرجنتين تحت 20 سنة لكرة القدم ومنتخب الأرجنتين لكرة القدم. أما مع النوادي، فقد لعب مع إنديبندينتي وبانفيلد وتيغري وديفنسا خوستيكا وريال سرقسطة وريفر بليت ونادي سان لورينزو ونادي ميتاليست خاركيف ونادي أتليتكو للبنين ‏.

## مسيرته الكروية
لعب والتر اسيفيدو خلال مسيرته الاحترافية مع 11 ناديًا في سبعة عشر موسمًا وسجل خلالها 5 أهداف ضمن 218 مباراة. ولم يفز بأي موسم بالكأس وفاز في موسم واحد بالدوري.
خاض والتر اسيفيدو مسيرته مع نادي سان لورينزو في موسم 2004–05 ليلعب معه خمسة مواسم، مشاركًا في 54 مباراة سجل خلالها هدفًا واحدًا. ثم انتقل إلى نادي ميتاليست خاركيف في موسم 2008–09 لمدة موسم واحد، حيث شارك في 12 مباراة ولم يسجل أي هدف. لينتقل بعدها إلى نادي إنديبندينتي في موسم 2009–10 لمدة موسم واحد، مشاركًا في 32 مباراة سجل خلالها هدفًا واحدًا. ثم انتقل إلى نادي ريفر بليت في موسم 2010–11 في المرة الأولى لمدة موسم واحد ثم في موسم 2012–13 لمدة موسم واحد، مشاركًا طوالها في 27 مباراة ولم يسجل أي هدف. هذا وانتقل لاحقًا إلى نادي بانفيلد في موسم 2011–12 لمدة موسم واحد، مشاركًا في 23 مباراة سجل خلالها هدفًا واحدًا. ثم انتقل بعدها إلى نادي ريال سرقسطة في موسم 2013–14 لمدة موسم واحد، مشاركًا في 18 مباراة سجل خلالها هدفًا واحدًا أيضًا. ليعود وينتقل من جديد، لكن هذه المرة إلى نادي تيغري ما بين عامي 2014 و2015 لمدة موسم واحد، مشاركًا في 6 مباريات ولم يسجل أي هدف. لينتقل بعدها إلى نادي ديفنسا خوستيكا ما بين عامي 2015 و2016 لمدة موسم واحد، مشاركًا في 9 مباريات ولم يسجل أي هدف أيضًا. ثم لعب في نادي أتليتكو للبنين ‏ في عامي 2016-2018 ولمدة موسمين، مشاركًا في 21 مباراة سجل خلالها هدفًا واحدًا. ليعود ويرتحل عنه إلى نادي بيركيركارا في موسم 2017–18 لمدة موسم واحد، مشاركًا في مباراتين ولم يسجل أي هدف. ثم انتقل إلى نادي ميونيسيبال في موسم 2018–19 لمدة موسم واحد، مشاركًا في 14 مباراة ولم يسجل أي هدف أيضًا.

## وصلات خارجية
- والتر اسيفيدو على موقع الاتحاد الدولي (مؤرشف)  (الإنجليزية)
- والتر اسيفيدو على موقع قاعدة بيانات كرة القدم.إي يو (الإنجليزية)
- والتر اسيفيدو على موقع ناشيونال فوتبول تيمز (الإنجليزية)
- والتر اسيفيدو على موقع Soccerway.com (الإنجليزية)
- والتر اسيفيدو على موقع AS.com (الإسبانية)